# Archieparchie Roman a Bacau

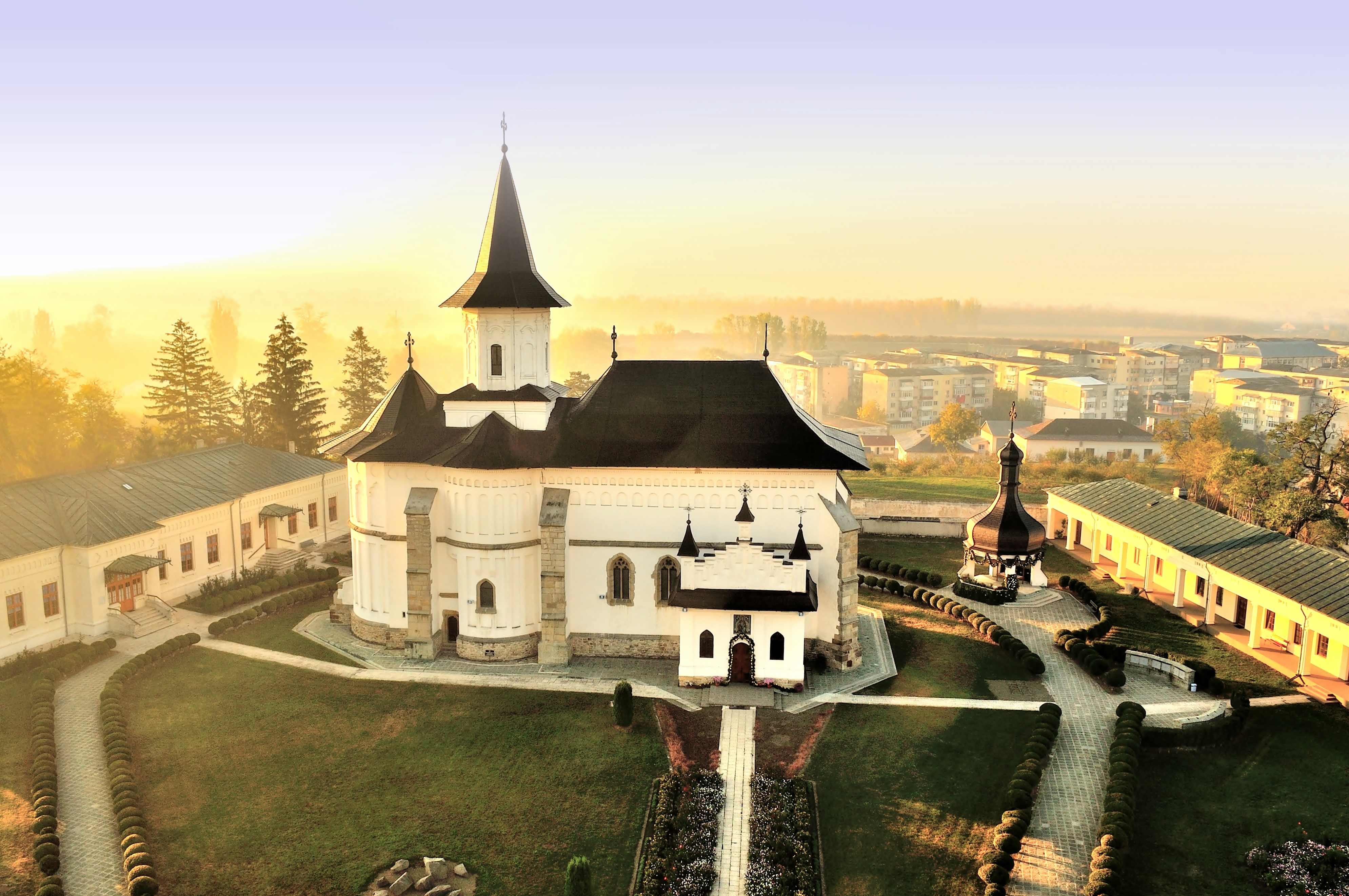
Katedrála sv. Paraskevy

Arcidiecéze Roman a Bacau (rumunsky: Arhiepiscopia Romanului și Bacăului) je církevní obcí rumunské pravoslavné církve ve městě Roman v Rumunsku. Sídelním biskupem je od roku 1978 Eftimie Luke a pomocným biskupem Joachim Băcăuanul od roku 2000. Obec byla do stavu arcidiecéze povýšena 13. září 2009.